# L'amica delle 5 ½
L'amica delle 5 ½ (On a Clear Day You Can See Forever) è un film del 1970 diretto da Vincente Minnelli, interpretato da Barbra Streisand, Yves Montand e Jack Nicholson. Il film è l'adattamento della commedia musicale omonima con testo di Alan Jay Lerner, sceneggiatore del film, e musiche di Burton Lane, andata in scena a Broadway nella stagione 1965-66.

## Trama
Spinta da Warren, il suo fidanzato ultraconservatore, Daisy Gamble, una ragazza con facoltà paranormali (prevede che il telefono sta per squillare ed è in grado di trovare gli oggetti smarriti) richiede le cure di uno psichiatra, il dottor Chabot, perché l'aiuti a guarire dal vizio del fumo (fuma cinque pacchetti di sigarette al giorno). Il medico ricorre per la terapia alla tecnica dell'ipnosi. Il medico scopre che, allorché viene addormentata, Daisy è in grado di ricordare le sue vite precedenti e di assumere la personalità delle varie reincarnazioni. Il medico scopre, fra l'altro, che Daisy è la reincarnazione di Lady Melinda Winifred Waine Tentrees, una seducente avventuriera del XIX secolo. Figlia illegittima di una sguattera, Melinda avrebbe utilizzato gli atti di nascita dei piccoli ospiti dell'orfanotrofio, dove la madre lavorava, per ricattare i genitori più ricchi; avrebbe poi sposato un nobile inglese, sir Robert Tentrees, durante il periodo della Reggenza inglese per essere infine processata per spionaggio. Lo psichiatra comunica alla comunità scientifica le sue ricerche. Col procedere delle sedute, Daisy comincia a innamorarsi dello psichiatra e abbandona Warren, ma lo psichiatra comincia a innamorarsi non di Daisy, ma di Melinda. I colleghi di università chiedono a Chabot di abbandonare le sue ricerche sulla reincarnazione pena le dimissioni dai ruoli accademici. Daisy ascolta per caso una registrazione su nastro di una delle sue sedute ipnotiche e si infuria quando scopre che Chabot è interessato a Melinda, più che a lei e al vizio del fumo. Nell'ultima seduta con il medico Daisy rivela al medico l'esistenza di altre quattordici vite, della prossima morte in un incidente aereo, della futura reincarnazione come Laura la quale si sposerà con la reincarnazione dello psichiatra nell'anno 2038.